# Monika Thaler
Monika Thaler (* 13. November 1941 in Stuttgart) ist eine deutsche Verlegerin,  Autorin und Übersetzerin.

## Leben und Werk
In einen Interview mit der Frankfurter Allgemeinen Zeitung erzählte Monika Thaler, sie empfinde es nachträglich als großes Glück, dass ihre Eltern sie auf eine freie Waldorfschule schickten. Danach ging die gebürtige Stuttgarterin für zwei Jahre in die Vereinigten Staaten. Anschließend studierte sie in Tübingen und München Amerikanistik, Germanistik, Volkskunde und Soziologie. 
Nach dem Studium veröffentlichte sie als Übersetzerin und Autorin mehrere Werke unter dem Doppelnamen Raeithel-Thaler. Sie übertrug beispielsweise die Einstein-Biografie von Ronald W. Clark aus dem Englischen ins Deutsche, zudem wissenschaftliche Werke und Romane. Als Autorin veröffentlichte sie 1972 ein Werk zum Status der schwarzen Amerikanerin im Raith Verlag Starnberg. Zudem war sie als Lektorin und als Sprachlehrerin an der Wayne State University und an der Universität München tätig.
Ab 1974 arbeitete Thaler zwölf Jahre lang als Cheflektorin im Franz Schneider Kinderbuchverlag, wo sie ihren späteren Ehemann Gert Frederking kennenlernte. Anschließend machte sie sich mit einem kleinen Redaktionsbüro selbständig, in dem sie Kinderbücher herausgab, produzierte und auch selbst verfasste.
Mit Gert Frederking gründete Monika Thaler 1988 den eigenen Verlag Frederking & Thaler mit Sitz in München, der auf hochwertige Bildbände spezialisiert ist. 1998 verkauften sie ihn an die Verlagsgruppe Bertelsmann, und 2002 kauften sie ihn wieder zurück. Heute gehört der Verlag zum Verlagshaus GeraNova Bruckmann.
2002 wurde Monika Thaler von der Fachzeitschrift Buchmarkt als Verlegerin des Jahres ausgezeichnet. Sie war die erste Frau, die diese Auszeichnung erhielt.
Zu ihrem 80. Geburtstag erschien im November 2021 ein kurzer Bericht in Buchmarkt.

## Werke
- Monika Raeithel-Thaler: Zwischen Prostitution und Revolution: die US-Negerin, Vorurteil und Realität (= Materialien zur Frauenemanzipation). Raith, Starnberg 1972, ISBN 3-921121-23-X.